# Трёхостровская

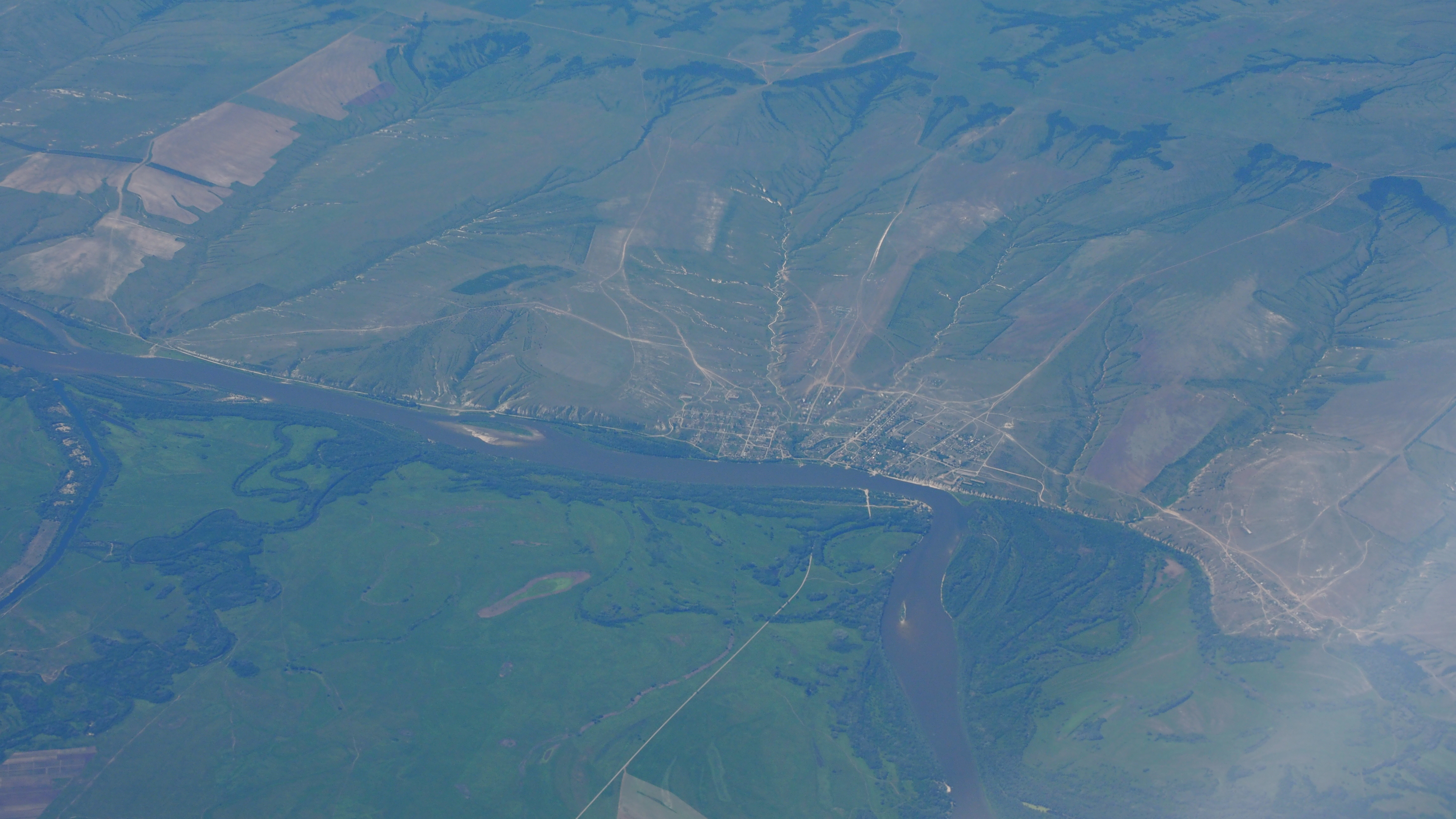
Станица Трёхостровская, снимок с самолёта (2015)

Трёхостровская — станица в Иловлинском районе Волгоградской области, административный центр Трёхостровского сельского поселения. Расположена на правом берегу Дона.
Население - 864 (2010)

## История
Основана не позднее 1675 года как казачий городок Беляев. Городок располагался на правом берегу Хопра выше станицы Михайловской. Рядом с Беляевским здесь стояли ещё два городка: Пристанской и Григорьевский. Во время восстания Булавина казаки сторожевых городков примкнули к мятежникам. В 1708 году во время подавления восстания городки по приказу царя сожгли, а казаки Беляевского городка переселились на Дон. В 1716 году в станице Беляевской освящена Михайловская церковь. В 1734 году станица Беляевская по высочайшему повелению переименована в Трехостровянскую. Станица входила в состав Второго Донского округа. Согласно Списку населённых мест Земли Войска Донского 1862 года издания в 1859 году в станице Трёх-Островянской имеслось 2 православные церкви, 348 дворов, проживало 967 душ мужского и 978 женского пола. Согласно переписи населения Российской империи 1897 года в станице имелся 251 двор, проживало 560 душ мужского и 640 женского пола
Согласно Алфавитному списку населённых мест Области Войска Донского 1915 года в станице проживало 1211 душ мужского и 1210 женского пола, действовали две школы, кредитное товарищество, паровая мельница.
В 1921 году в составе Второго Донского округа станица включена в состав Царицынской губернии. В 1928 году Трёхостровянская вошла в состав Иловлинского района Сталинградского округа (округ ликвидирован в 1930 году) Нижневолжского края (с 1934 года - Сталинградский край. В 1935 году станица включена в состав Сиротинского района Сталинградского края (с 1936 года - Сталинградской области). В 1951 году в связи с ликвидацией Сиротинского района вновь включена в состав Иловлинского района.

## Общая физико-географическая характеристика

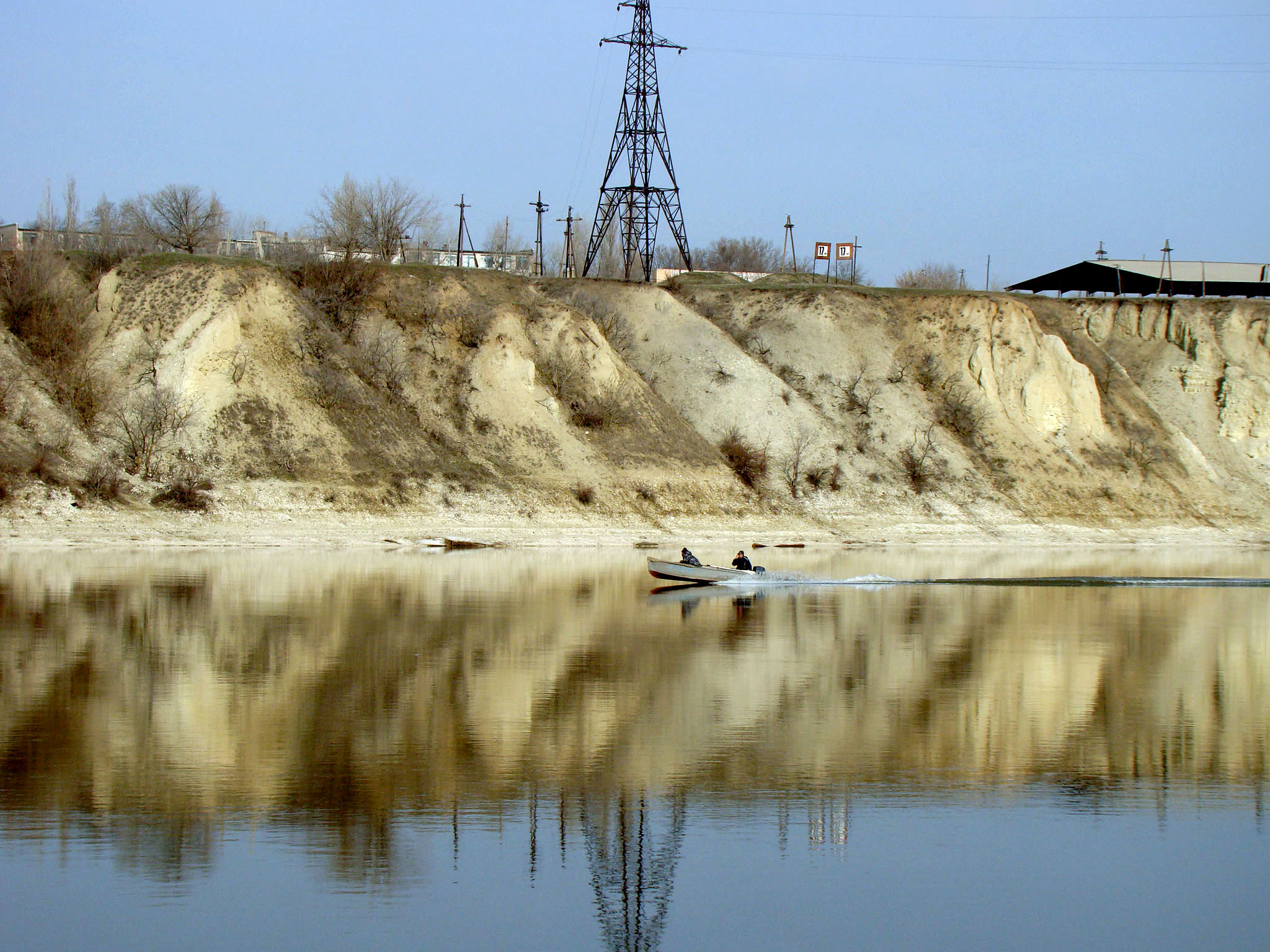
Донской берег у Трёхостровской

Станица расположена в степи, на правом берегу Дона, у западной окраины Донской гряды, являющейся частью Восточно-Европейской равнине, на высоте 63 метра над уровнем моря. Рельеф местности холмисто-равнинный, местность имеет значительный уклон по направлению к берегу Дона, пересечена многочисленными балками и оврагами. Почвы - тёмно-каштановые солонцеватые и солончаковые.
По автомобильным дорогам расстояние до областного центра города Волгограда составляет 75 км, до районного центра города Иловля — 51 км. В районе станицы мосты через Дон отсутствуют. Сообщение с районным и областным центром обеспечивается при помощи паромной переправы
Климат
Климат умеренный континентальный с жарким засушливым летом и малоснежной, иногда с большими холодами, зимой. Согласно классификации климатов Кёппена климат характеризуется как влажный континентальный (индекс Dfa). Температура воздуха имеет резко выраженный годовой ход. Среднегодовая температура положительная и составляет + 8,0 °С, средняя температура января -7,3 °С, июля +23,8 °С. Расчётная многолетняя норма осадков — 385 мм, наибольшее количество осадков выпадает в декабре (39 мм) и июне (42 мм), наименьшее в марте (по 23 мм).
Часовой пояс
Трёхостровская, как и вся Волгоградская область, находится в часовой зоне МСК (московское время). Смещение применяемого времени относительно UTC составляет +3:00.

## Население
Динамика численности населения по годам:
| 1859 | 1873 | 1897 | 1915 | 2002 |
| ---- | ---- | ---- | ---- | ---- |
| 1945 | 1155 | 1100 | 2421 | 1050 |

| 2010 |
| ---- |
| 864  |

## Известные уроженцы
- Мельников, Николай Михайлович — в 1917 году заместитель председателя Донского правительства[19].
- Гладков, Василий Фёдорович (1898—1981) — участник Великой Отечественной войны, Герой Советского Союза